# Rocódromo

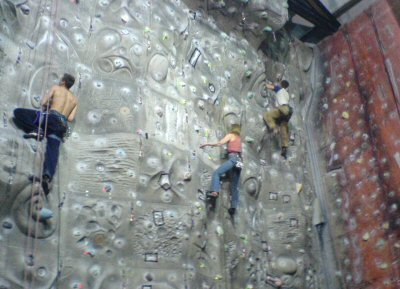
Rocódromo.

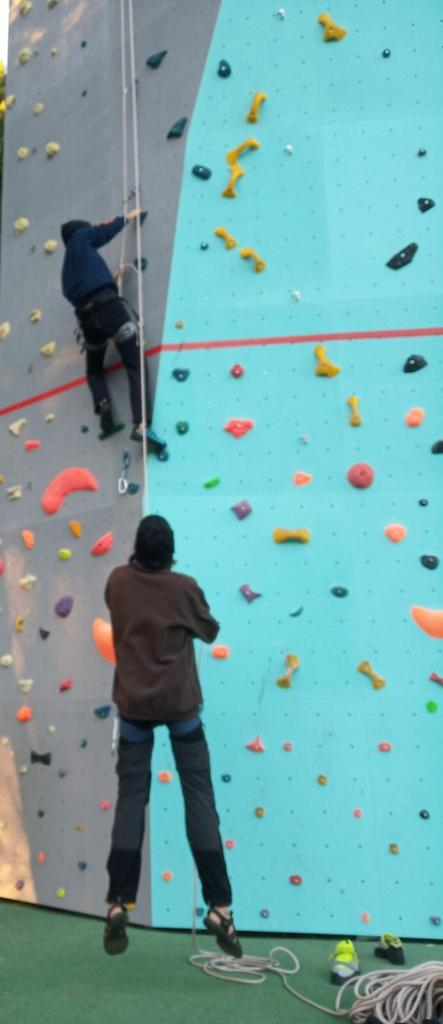

Un rocódromo es una instalación preparada específicamente para practicar la escalada con el objeto de evitar el tener que desplazarse a la montaña. Está equipada con presas y seguros. Su forma y tamaño pueden ser libres o estar condicionados por el edificio donde se aloja.
En la Unión Europea la norma que regula la construcción de rocódromos es la UNE EN 12572, es de obligado cumplimiento en toda la UE.

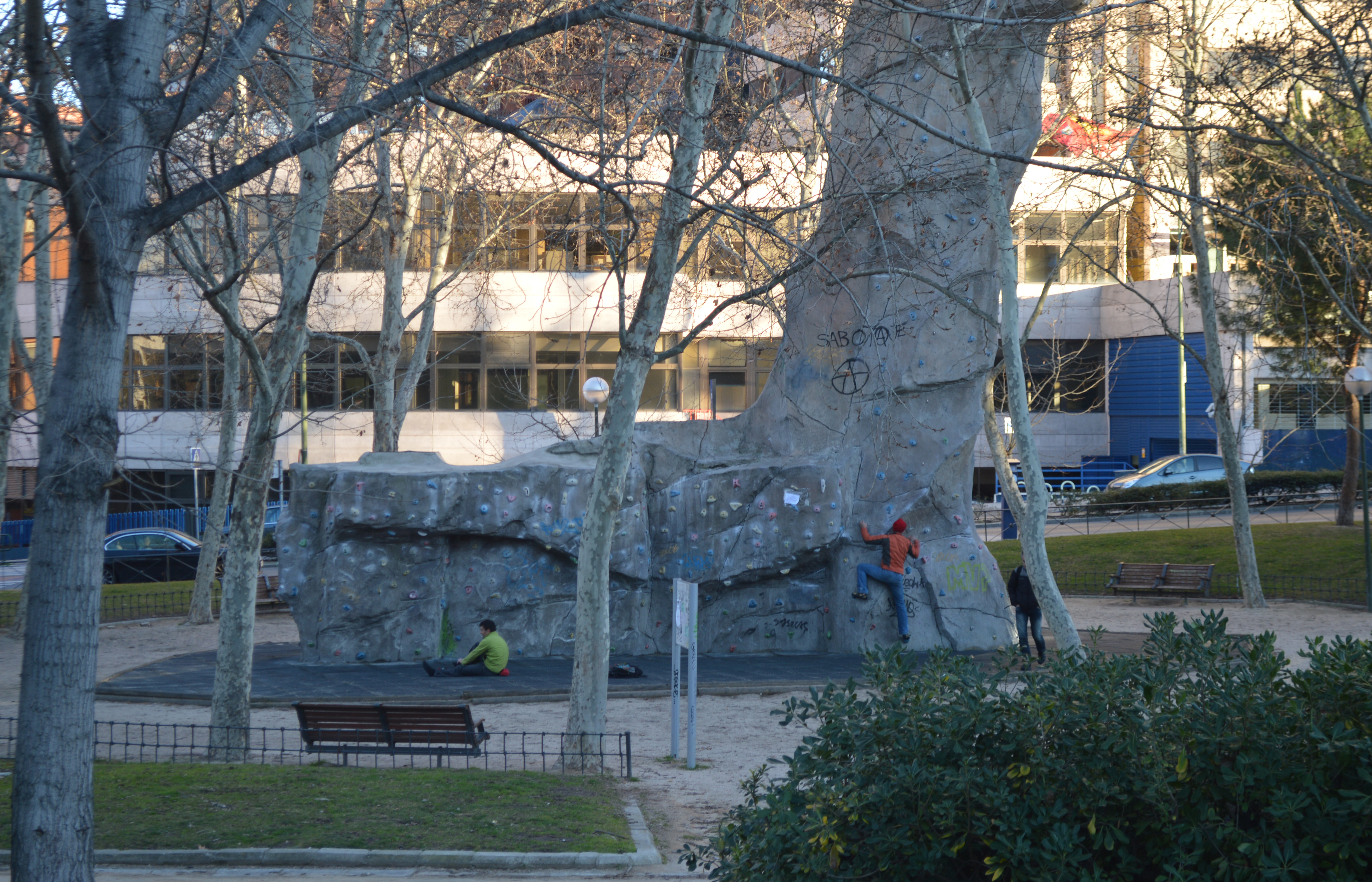
Rocódromo en el parque de Roma (Sainz de Baranda)

## Formas

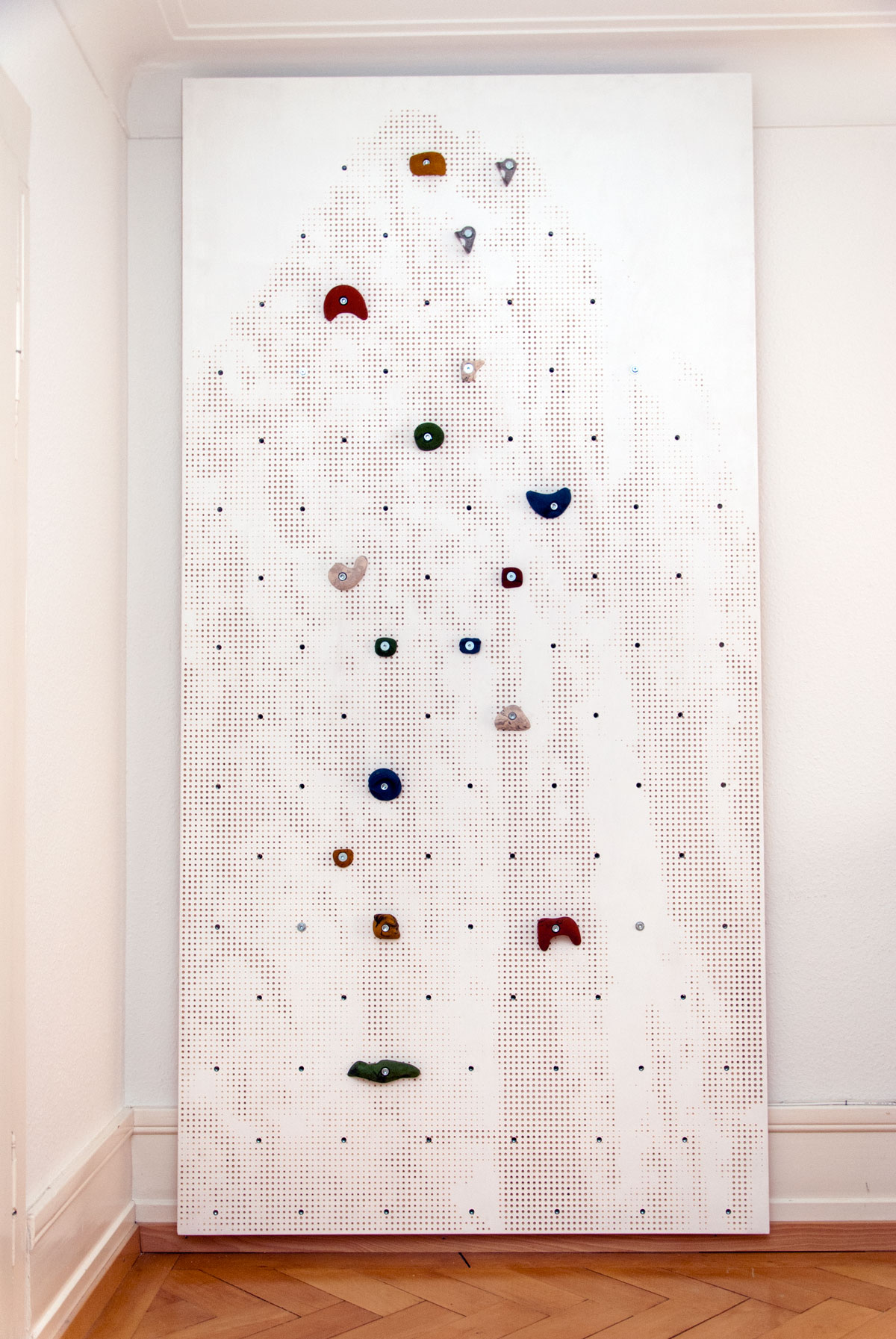
Rocódromo para niños con imagen de la cima del monte Fitz Roy

Los rocódromos pueden estar construidos de múltiples formas:
- Estructura metálica + poliéster reforzado con fibra de vidrio: Paneles de resina imitando en función del gusto estético de la empresa a la roca, se utilizan en exterior.
- Estructura metálica y madera: La madera es normalmente laminada. En ocasiones la madera se trata con resinas y áridos para dar una textura más adherente.
- Estructura metálica y hormigón proyectado

## Equipamiento
- Presas. Objetos de diferentes tamaños, formas y colores, que simulan los agarres que se pueden encontrar en una pared de montaña. Se fijan a las planchas del rocódromo con tornillos allen usualmente de medidas 8 o superior y además se puede variar su posición a voluntad, lo que hace que cambie su forma de uso y que una misma presa ofrezca multitud de posibilidades de dificultad. Los materiales de fabricación pueden ser desde resinas de poliéster, poliuretano o epóxicas.

- Seguros. La posición de los seguros ha de seguir lo dispuesto en la norma europea, se trata de plaquetas de acero inoxidable que se han de anclar mediante un tornillo en la propia estructura del rocódromo.

- Reuniones Las vías suelen disponer al final de cada una de un aseguramiento, formado usualmente por una argolla y un mosquetón soldado de acero con cierre de alambre.

## Rocódromos de competición
Si bien en los inicios de la escalada deportiva las competiciones se celebraban en paredes naturales, pronto se trasladó de marco a las mismas y hoy todas las competiciones oficiales del calendario internacional, se celebran en rocódromos, los mismos han de cumplir los parámetros determinados por los organismos competentes.
Los parámetros que rigen como ha de ser un rocódromo de competición, están en función de su categoría:
- Competiciones internacionales: IFSC (International Federation Sport Climbing).
- Competiciones nacionales: FEDME (Federación Española de Deportes de Montaña y Escalada).